# Mohamed Abied
Mohamed Abied est un ingénieur et homme politique marocain né le 14 ou 24 juillet 1941 à Casablanca. Il est membre fondateur de l'Union constitutionnelle (UC) en 1983.

## Biographie
Ingénieur de formation, Mohamed Abied commence sa carrière politique en 1976 en tant que conseiller et vice-président de la commune urbaine Mers-Sultan et de la communauté urbaine de Casablanca. Lors des législatives de 1977, il est élu député de Casablanca. En 1983, il est élu président de la commune urbaine d'Anfa et président de la communauté urbaine de Casablanca.
Quelques mois avant les législatives de 1984, il participe à la création de l'Union constitutionnelle ; il est réélu député de Casablanca lors de ce scrutin. En 1985, il est nommé ministre de l'Artisanat et des Affaires sociales dans le gouvernement Lamrani IV.
À la suite du décès d'Abdellatif Semlali survenu en 2001, il lui succède et devient secrétaire général de l'Union constitutionnelle.
Il était également trésorier du club du Raja Club Athletic durant les années 1970.